# 16516 Efremlevitan
16516 Efremlevitan è un asteroide della fascia principale. Scoperto nel 1990, presenta un'orbita caratterizzata da un semiasse maggiore pari a 2,2871119 UA e da un'eccentricità di 0,1540031, inclinata di 3,40895° rispetto all'eclittica.